# Provincie Teruel
Teruel je provincie autonomního společenství Aragonie na severovýchodě Španělska. Hraničí s provinciemi Tarragona, Castellón, Valencie (včetně její exklávy Rincón de Ademuz), Cuenca, Guadalajara a Zaragoza.
Provincie má rozlohu 14 809 km². Počet obyvatel je přibližně 136 tisíc, z nichž asi čtvrtina žije v hlavním městě Teruel; a hustotu populace má 9 obyvatel na km². Tvoří ji 236 obcí, z nichž více než polovina jsou vesnice s méně než 200 obyvateli. Hlavním jazykem provincie je španělština, ačkoli v comarce Matarranya se hojně používá katalánština.

## Geografie
Provincie leží v Iberském pohoří. Hlavní pohoří provincie Teruel jsou Sierra de la Virgen, Sierra de Santa Cruz, Sierra de Cucalón, Sierra de San Just, Sierra Carrascosa, Sierra Menera, Sierra Palomera, Sierra de Javalambre, Sierra de Gúdar, Sierra de Albarracín a také Montes Universales.

### Administrativní dělení
Provincie se dále dělí na následující comarky:
- Bajo Martín
- Jiloca
- Cuencas Mineras
- Andorra – Sierra de Arcos
- Bajo Aragón
- Comunidad de Teruel
- Maestrazgo
- Sierra de Albarracín Comarca
- Gúdar-Javalambre
- Matarranya

## Vylidňování
Většina provincie Teruel prožila v polovině 20. století masivní vylidňování. Stejná je situaci i v jiných oblastech iberských hor ve Španělsku (zvláště ve většině provincie Soria, Guadalajara a Cuenca) a jinde v Aragonii.
Úprk z horských venkovských oblastí Teruelu vzrostl za Frankova stabilizačního plánu po roce 1959. Došlo k prudkému poklesu populace, která se stěhovala do průmyslových oblastí a větších měst, a vesnice se vylidňovaly. Některé jsou dnes zcela opuštěné.
Mnoho městeček v provincii Teruel má jenom zbytky osídlení a poněkud ožívá jen v létě, když zde pár obyvatel měst tráví prázdniny. Jinými důvody pro silnou emigraci je nízká produktivita zdejšího tradičního zemědělství (chov ovcí a koz) a zavírání dolů, jako byl velký důl Sierra Menera nedaleko Ojos Negros, a změny životního stylu venkovského Španělska ve druhé polovině 20. století.

## Znak provincie

Znak provincie

Znakem provincie je čtvrcený štít, který má v 1. poli znak Aragonie, 2. pole je modré se stříbrným stojícím býkem, nad nímž je hvězda stejného kovu, 3. pole je stříbrné s Pannou Marií Albarracínskou a 4. pole je stříbrné, na němž leží hrad s branou města Alcañiz, provázený dvěma třtinami. Srdeční štítek je oválný s postavou svatého Jiří na červeném poli, patrona Aragonie, jezdce, který bojuje s drakem. Znak je převýšen královskou korunou a po obou stranách doprovázen palmovou ratolestí a olivovou větví.
Znak byl schválen dekretem z 10. května 1957 na základě usnesení provinčního zastupitelstva z 26. října 1956.